# Bostra tridenticulata
Bostra tridenticulata är en insektsart som beskrevs av Ludwig Redtenbacher 1908. Bostra tridenticulata ingår i släktet Bostra och familjen Diapheromeridae. Inga underarter finns listade.